# Naafkopf
Der Naafkopf, auch genannt Schneetälispitz, ist mit einer Höhe von 2571 m ü. A. (österreichisches Nivellement) bzw. 2570 m ü. M. (schweizerisches Nivellement) ein Kletter- und Wanderberg im Rätikon, einer Gebirgsgruppe der östlichen Zentralalpen.

Der Vermessungspunkt des Gipfels mit Kreuz liegt genau auf der Staatsgrenze zwischen dem österreichischen Bundesland Vorarlberg (Gemeinde Nenzing), dem Schweizer Kanton Graubünden (Gemeinde Maienfeld) und dem südlichsten Gebiet der liechtensteinischen Gemeinde Schaan (Exklave Gritsch). Er liegt also auf einem Dreiländereck. Nach Norden, Südosten und Südwesten sendet er ausgeprägte Grate aus, die die Staatsgrenzen tragen: Zum Älpelekopf zwischen Samina- und Gamperdonatal, zur Schesaplana, mit dem Aebi des Grüscher Taschinesbachtals, und zum Falknis.
Der Naafkopf sieht von Osten wie eine flache Pyramide aus, ist aber von den anderen Himmelsrichtungen aus betrachtet sehr zerklüftet. Das und seine leichte Erreichbarkeit machen ihn sowohl für Kletterer als auch Wanderer zu einem oft besuchten Ziel.

## Umgebung
Der Naafkopf gehört zur Naafkopf-Falknis-Kette und stellt ihren östlichen Endpunkt dar. Das Vorarlberger Dorf Nenzinger Himmel liegt etwa viereinhalb Kilometer Luftlinie im Nordosten. Gut siebeneinhalb Kilometer entfernt, in südsüdwestlicher Richtung, liegt das Graubündner Jenins. Der nächste liechtensteinische Ort ist das rund fünf Kilometer nördlich gelegene Malbun. Südlich des Naafkopfs liegt ein etwa 1,5 km im Durchmesser zählender Talkessel mit der Alpe Ijes. Nördlich erstreckt sich das nach Norden offene Naaftal, und die Ostflanke fällt hinab zur hochflächenartigen Barthümelalpe mit ihrem Steilabsturz Rote Wand. 
Benachbarte Berge des Naafkopfs sind im Verlauf des Nordgrats, getrennt durch den Übergang Bettlerjoch auf 2108 Metern Höhe, der 2365 Meter hohe Augstenberg, im Verlauf des Südostgrats, getrennt durch das Barthümeljoch (2305 m), liegt der Tschingel mit 2541 Metern Höhe und im Südwesten, getrennt durch das Ijesfürggli, der 2574 Meter hohe Hinter Grauspitz, auch Schwarzhorn genannt.

## Stützpunkte und Wege
Der Naafkopf ist durch ein gut ausgebautes Wegenetz erschlossen. Durch seine Ostflanke führt auf etwa 2200 Metern Höhe der teilweise mit Seilversicherungen ausgestattete Liechtensteiner Weg, der eine Verbindung zwischen der Pfälzerhütte auf dem Bettlerjoch und dem Salarueljoch im Osten darstellt.
Für eine Besteigung des Naafkopfs auf dem Normalweg dient die Pfälzerhütte des Liechtensteiner Alpenvereins als Stützpunkt. Er führt ohne Schwierigkeiten von der Hütte aus in einer Stunde Gehzeit zum Gipfel. Von der Alpe Ijes im Süden beträgt die Gehzeit laut Literatur etwa 2½ Stunden im UIAA-Schwierigkeitsgrad I. Ernste Kletterfahrten dagegen führen über den seit 1924 begangenen Westgrat im UIAA-Grad II bis IV in freier Kletterei (technisch: A0).

## Bilder

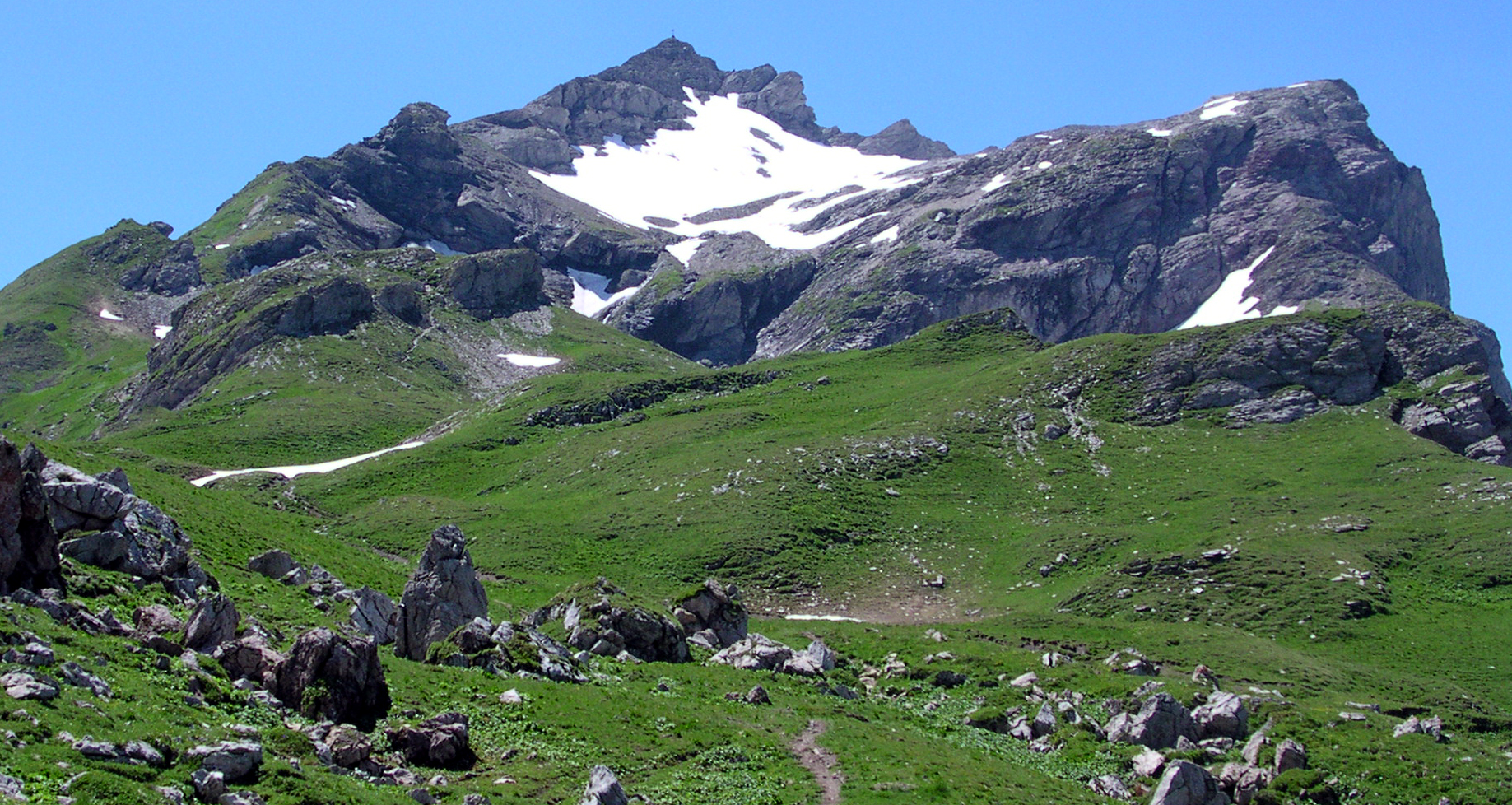
Der Naafkopf von der Pfälzerhütte aus gesehen
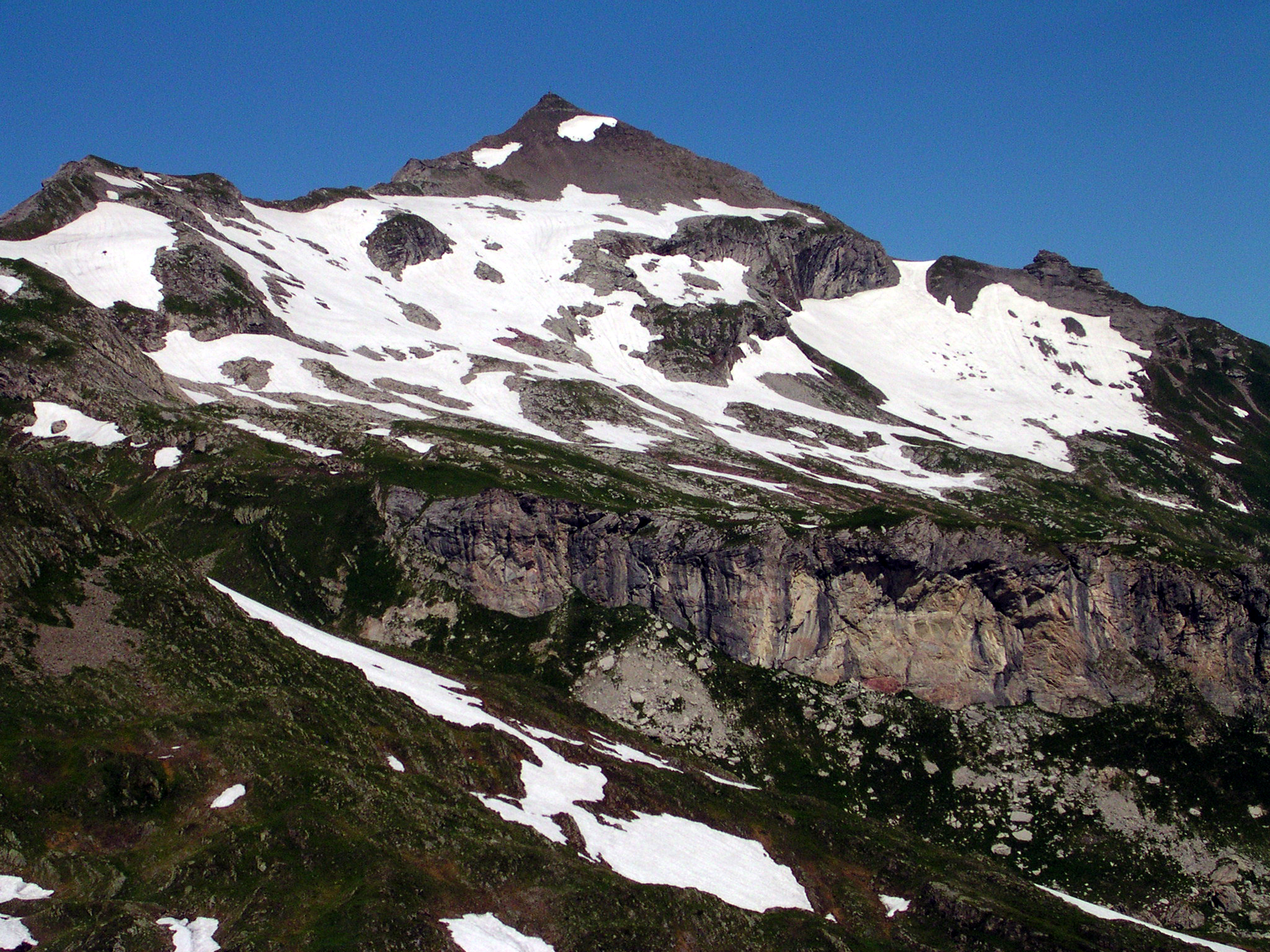
Der Naafkopf von Osten
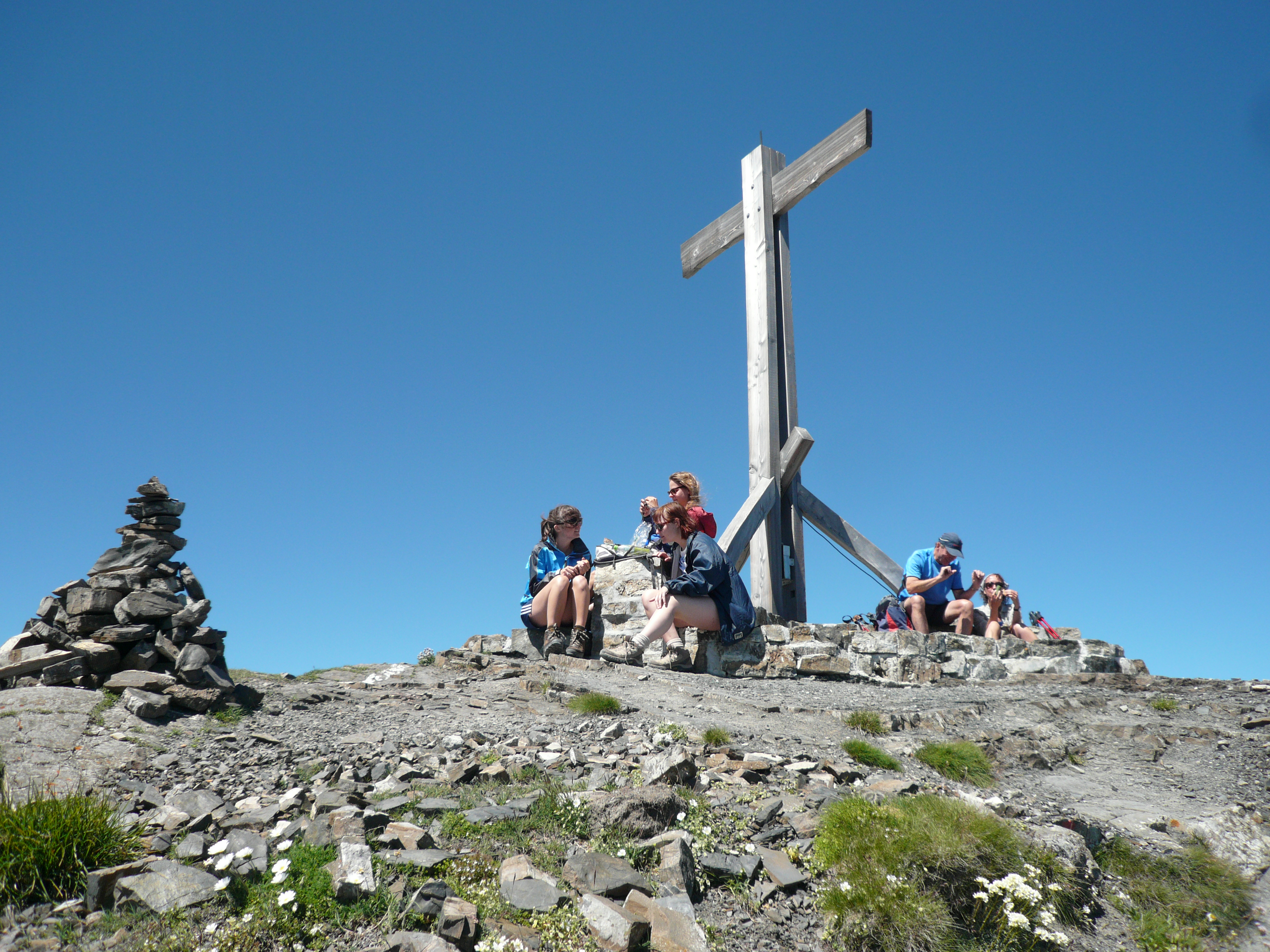
Auf dem Gipfel des Naafkopf

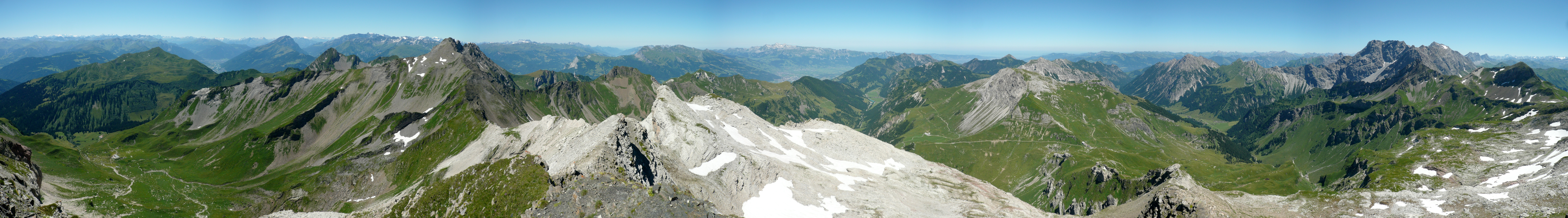
Panorama vom Gipfel des Naafkopf